# Stadtarchiv Hildesheim

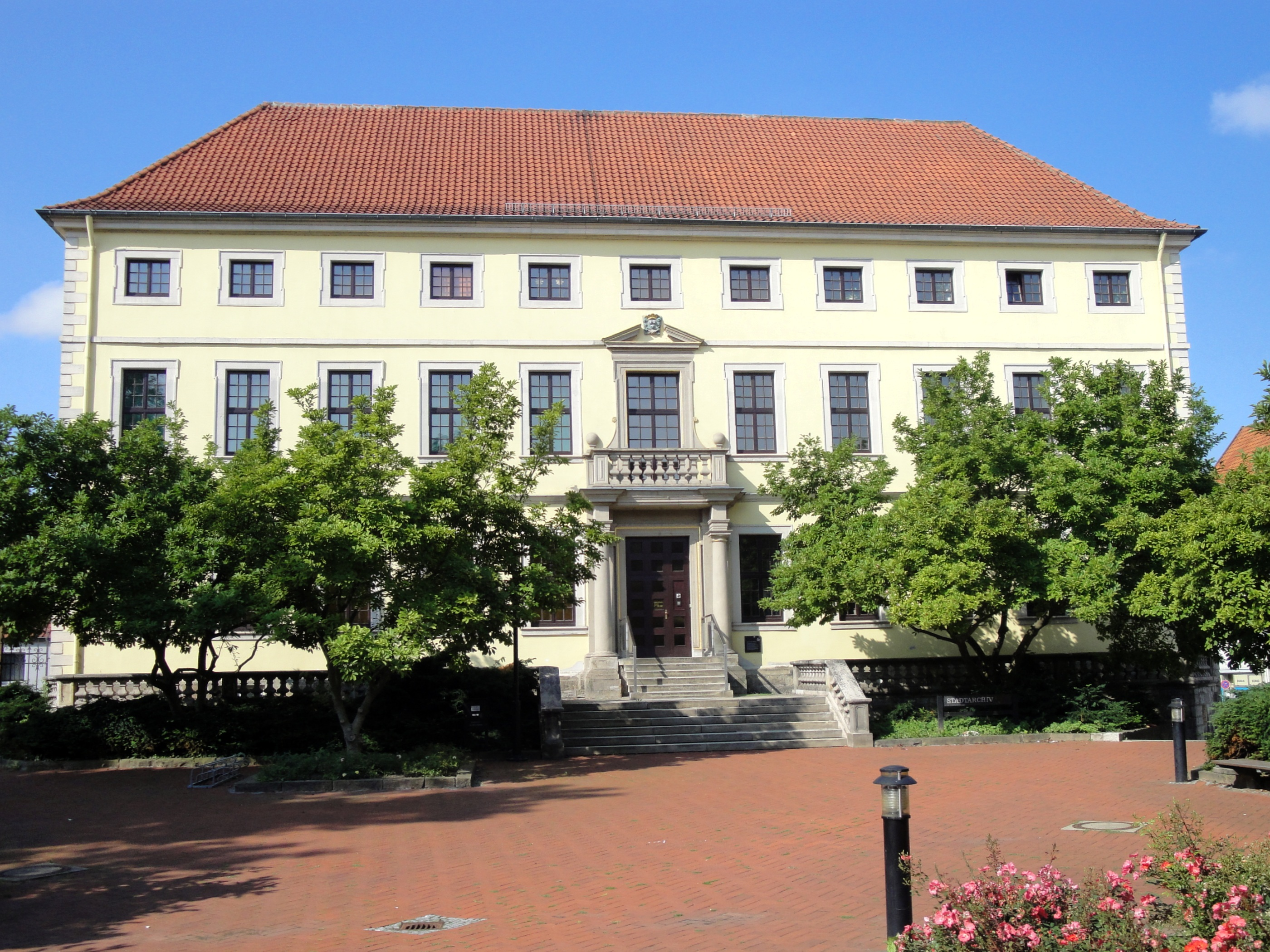
Stadtarchiv Hildesheim (2010)

Das Stadtarchiv Hildesheim ist das kommunale Archiv der Stadt Hildesheim. Es verwahrt Bestände über die Geschichte der Stadt Hildesheim für stadtgeschichtliche, heimatkundliche oder genealogische Forschung. Daneben ist es zuständig für die Aufbewahrung von historisch wertvollem Schriftgut der Stadtverwaltung Hildesheim. 

## Archivdirektoren
- 1938–1974: Rudolf Zoder
- 1964–1975: Helmut von Jan
- 1976–1991: Heinz-Günther Borck
- 1992–2015: Herbert Reyer
- seit 2015: Michael Schütz

## Veröffentlichungen
- Herbert Reyer, Rudolf Zoder: Die Rettung des Stadtarchivs Hildesheim am Ende des Zweiten Weltkriegs. Zum Tag der Archive 2012. [Hrsg.: Stadtarchiv Hildesheim], Gerstenberg, Hildesheim 2012, ISBN 978-3-8067-8762-7.